# Campeonato de Guatemala de Ciclismo en Ruta
El Campeonato de Guatemala de Ciclismo en Ruta es una competencia anual organizada por la Federación Guatemalteca de Ciclismo que otorga el título de Campeón de Guatemala en la modalidad de ciclismo en ruta. El ganador o ganadora tiene derecho a vestir, durante un año, el maillot con los colores de la bandera de Guatemala en las pruebas de ciclismo en ruta por todo el mundo.

## Palmarés

### Masculino
| Año  | Ganador                   | Segundo                   | Tercero                  |
| ---- | ------------------------- | ------------------------- | ------------------------ |
| 1955 | Jorge Surqué Canel        |                           |                          |
| 1956 | Victor Canel España       | Jorge Armas               |                          |
| 1993 | René Ortiz                |                           |                          |
| 1994 | Anton Dario Villatoro     |                           |                          |
| 1995 | Gonzalo Santos            |                           |                          |
| 1996 | Gustavo Carillo           |                           |                          |
| 1997 | Alberto Firmin Mendez     |                           |                          |
| 1998 | Amilcar Gramajo           |                           |                          |
| 1999 | Fernando Wilfredo Escobar |                           |                          |
| 2000 | Miguel Ángel Pérez        |                           |                          |
| 2001 | Fernando Escobar          |                           |                          |
| 2002 | Nery Velásquez            |                           |                          |
| 2003 | Nery Velásquez            |                           |                          |
| 2004 | Nery Velásquez            | Abel Jochola              | Lizandro Roberto Ajcú    |
| 2005 | Johnny Morales Aquino     |                           |                          |
| 2006 | Gerson Pérez              | Juan Alvarado             | Carlos Gabriel Hernández |
| 2007 | Nery Velásquez            | Edgar Och Orozco          | Carlos Gabriel Hernández |
| 2008 | José Zeceña               | Rodrigo Castillo Calderón | Mario Archila            |
| 2009 | Rolando Soloman           | Mario Pichiya             | Asbel Rodas Ochoa        |
| 2010 | Edgar Hoch                | Miguel Muñoz Yac          | Carlos Magzul            |
| 2011 | Julián Yac                | Luis Marroquín            | Walter Escobar           |
| 2012 | Mario Archila             | Alder Torres              | Danny Morales            |
| 2013 | Julián Yac                | Alfredo Ajpacajá          | Nervin Jiatz             |
| 2014 | Nervin Jiatz              | Luis Marroquín            | Julián Yac               |
| 2015 | Manuel Rodas              | Luis Marroquín            | Julián Yac               |
| 2016 | Manuel Rodas              | Julián Yac                | Nervin Jiatz             |
| 2017 | Walter Escobar            | Manuel Rodas              | Santos Ajpacajá          |
| 2018 | Mardoqueo Vásquez         | Nervin Jiatz              | Alfredo Ajpacajá         |
| 2019 | Mardoqueo Vásquez         | Alex Julajuj              | Manuel Rodas             |
| 2020 | No se disputó             | No se disputó             | No se disputó            |
| 2021 | Alex Julajuj              | Sergio Chumil             | Fredy Toc                |
| 2022 | Mardoqueo Vásquez         | Pedro Morales             | Celso Ajpacajá           |
| 2023 | Adolfo Vásquez            | Mardoqueo Vásquez         | Francisco Gonzáles       |
| 2024 | Sergio Chumil             | Dorian Monterroso         | Alex Julajuj             |
| 2025 | Edgar Torres              | Adolfo Vásquez            | Dorian Monterroso        |

### Femenino
| Año  | Ganador          | Segundo                      | Tercero              |
| ---- | ---------------- | ---------------------------- | -------------------- |
| 2010 | Sindy Morales    | Florinda De León             |                      |
| 2011 | Florinda De León | Anahi Amado Boesch           | María Dolores Molina |
| 2013 | Cynthia Lee      | Barbara Schoenfeld Rabanales | Gabriela Soto        |
| 2014 | Cynthia Lee      | Gabriela Soto                | Emelyn Galicia       |
| 2015 | Gabriela Soto    | Cynthia Lee                  | Olga Rodas           |
| 2016 | Cynthia Lee      | Gabriela Soto                | Andrea Guillen       |
| 2017 | Nicolle Bruderer | Gabriela Soto                | Cynthia Lee          |
| 2018 | Gabriela Soto    | Nicolle Bruderer             | Cynthia Lee          |
| 2019 | Gabriela Soto    | Florinda De León             | Stephany Castillo    |
| 2020 |                  |                              |                      |
| 2021 | Gabriela Soto    | Cynthia Lee                  | Valeska Gomez        |
| 2022 | Gabriela Soto    | Valeska Gomez                | Florinda De León     |
| 2023 | Gabriela Soto    | Marlen Aguilar               | Cynthia Lee          |
| 2024 | Gabriela Soto    | Lidia Inay                   | Valeska Gomez        |